# Provence cristalline
La Provence cristalline ou Provence varisque est, avec la Provence calcaire, l'une des deux régions géologiques, localisées au sud d'une ligne formée par la Durance et le Verdon et appartenant à la chaîne pyrénéo-provençale, de la Provence historique. Son territoire est à cheval sur les départements du Var et des Alpes-Maritimes. Formée au Paléozoïque, elle est principalement constituée par la dépression permienne, les massifs des Maures, du Tanneron et de l'Esterel.

## Situation géographique et géologique

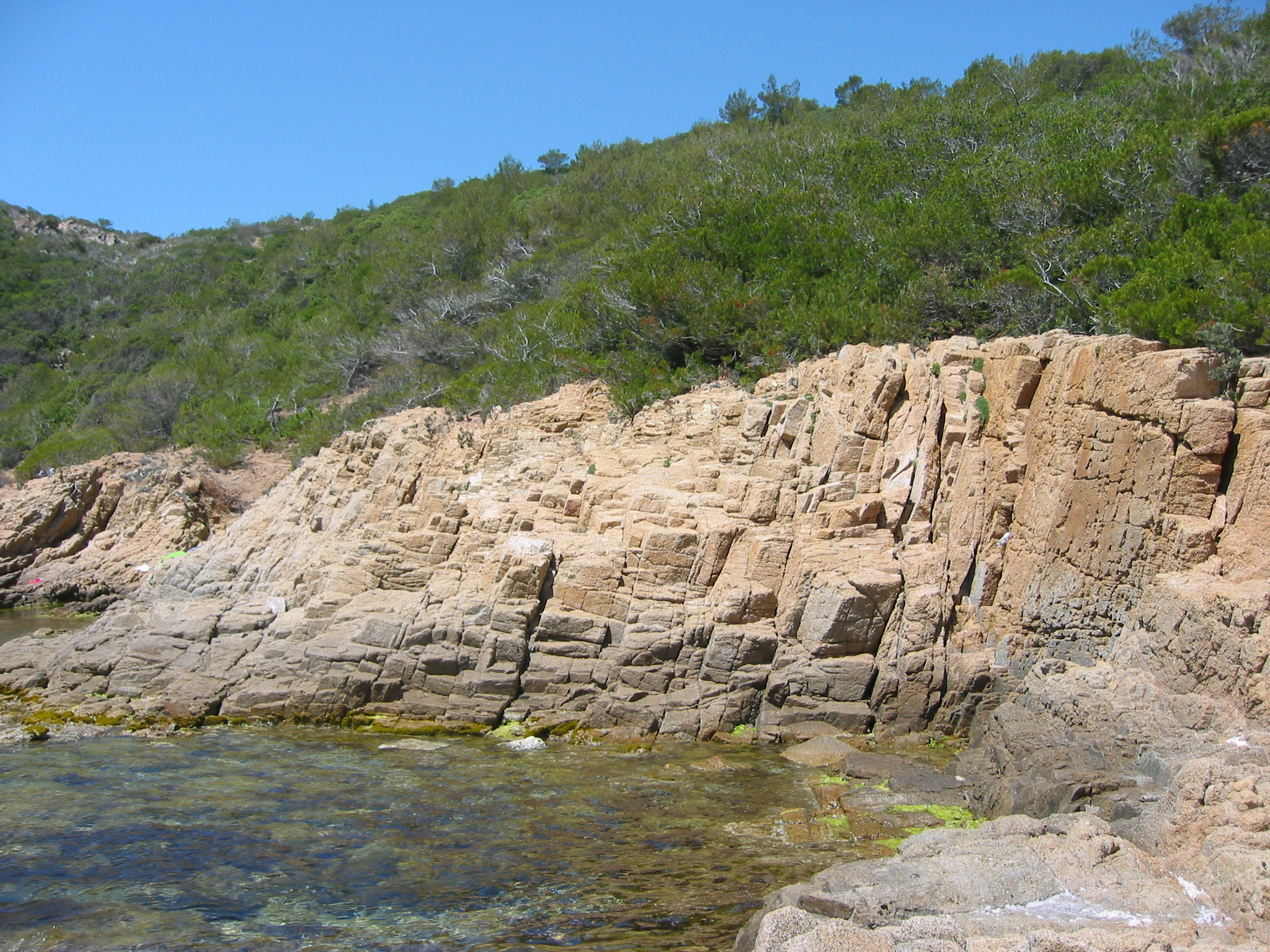
Le massif des Maures, en France, est inclus dans un projet de « Géoparc du socle provençal ».

Située au sud d'une ligne formée par la Durance et le Verdon et à l'est de la Provence calcaire dont elle est séparée par la dépression permienne s'étendant de Toulon à Saint-Raphaël, la région géologique se trouve à cheval sur les départements du Var et des Alpes-Maritimes. Elle s'étire sur plus de cent kilomètres entre le massif du Cap-Sicié, « avant-poste de la Provence cristalline au sein de la Provence calcaire », au sud-ouest de Toulon, et le plateau de Vallauris, à l'est de Cannes. 

## Structures géomorphologiques
Formée par le socle de granites et de schistes cristallins du Paléozoïque, la Provence cristalline appartient à la chaîne pyrénéo-provençale. Elle est constituée par les massifs du Cap-Sicié, du Mourillon et du Cap Brun au sud de Toulon, les monts Paradis et des Oiseaux à Carqueiranne, le Fenouillet, la presqu'île de Giens, les îles d'Or (Porquerolles, Port-Cros et Levant) au large d'Hyères, la dépression permienne, bassin sédimentaire ceinturant les Maures de l'ouest au nord et prolongé à l'est par le massif volcanique de l'Esterel, et par le massif des Maures qui trouve au nord une prolongation dans le massif du Tanneron,,.